# Desmodium rubrum
Desmodium rubrum är en ärtväxtart som först beskrevs av João de Loureiro, och fick sitt nu gällande namn av Dc. Desmodium rubrum ingår i släktet Desmodium och familjen ärtväxter.

## Underarter
Arten delas in i följande underarter:
- D. r. macrocarpum
- D. r. rubrum